# Ziegenbrücke

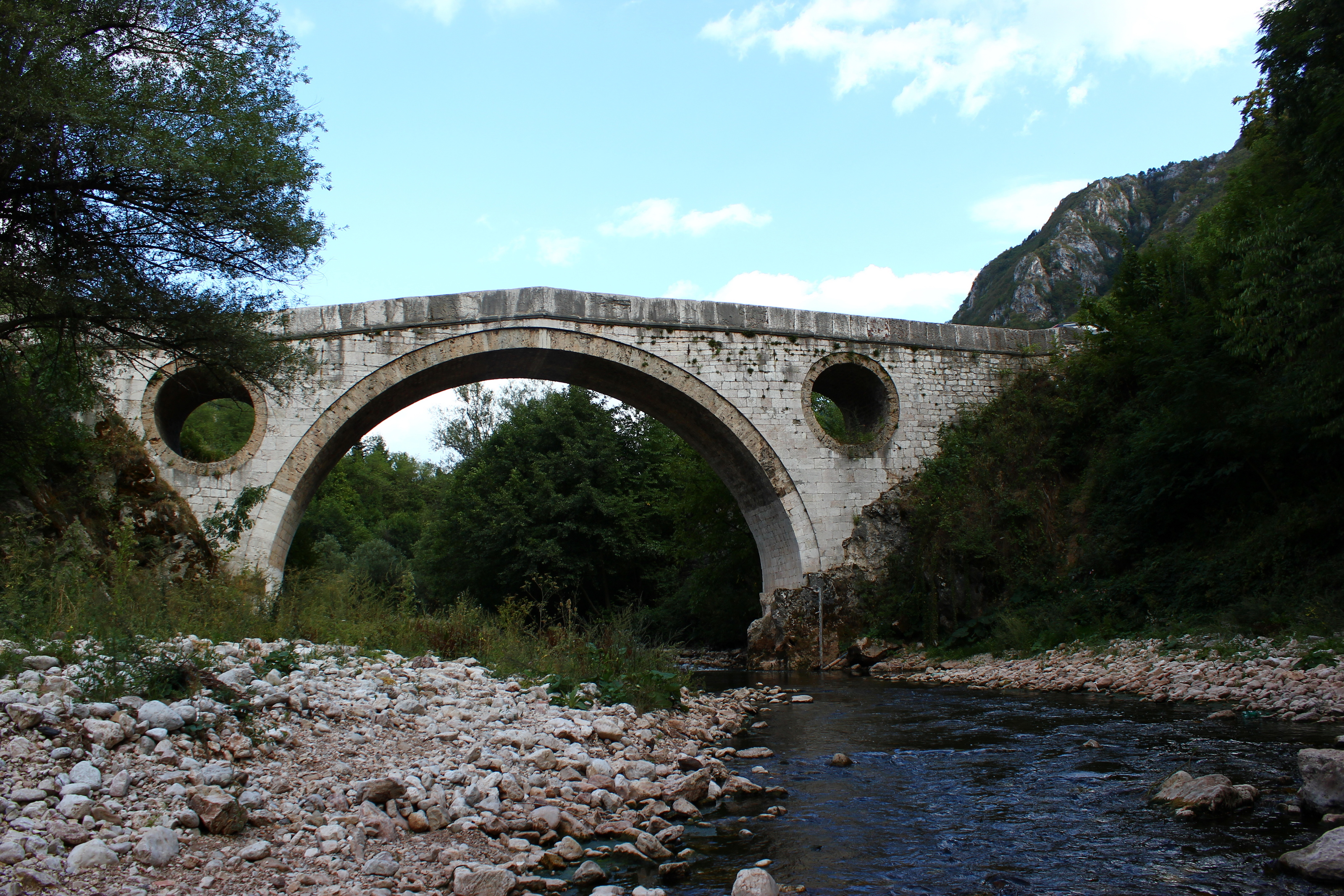
Die Ziegenbrücke

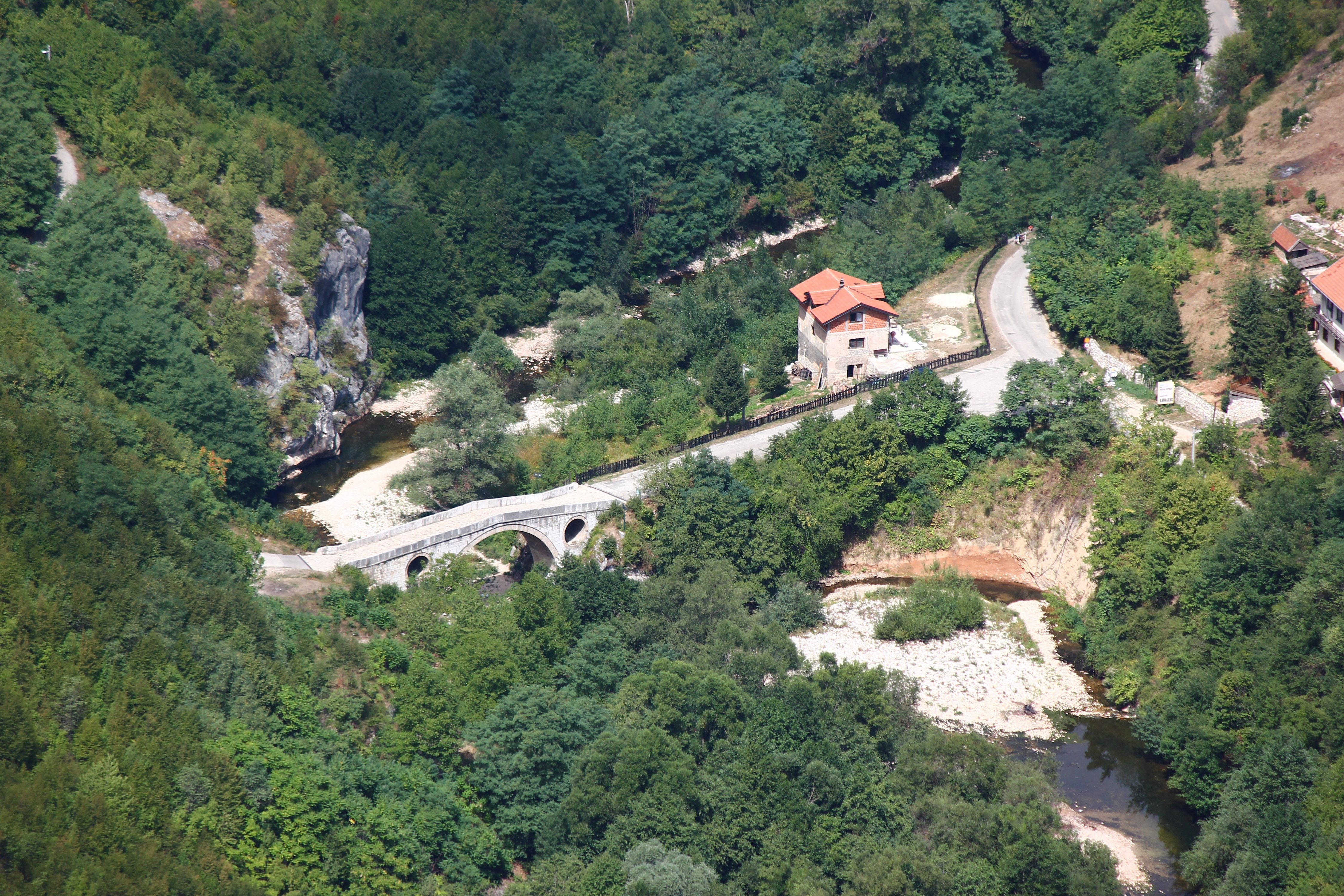
Ansicht aus der Vogelperspektive

Die Ziegenbrücke (Kozija oder Kozja ćuprija/Козја ћуприја) ist eine osmanische Steinbogenbrücke über die Miljacka etwa zwei Kilometer östlich der Altstadt von Sarajevo. Die Brücke befindet sich flussaufwärts der Baščaršija im engen Tal des Flusses.

## Geschichte
Die aus einem Bogen bestehende Brücke befindet sich am Übergang der alten Handelsstraße, die Mitteleuropa mit Konstantinopel verband. Die später als Bosanska džada bezeichnete Straße nutzte dabei die Täler von Miljacka, Prača und Drina als natürliche Verkehrskorridore. Nach der Eroberung Bosniens durch das Osmanische Reich und im Zuge des Aufstieges von Sarajevo zum politischen und wirtschaftlichen Zentrum wurde auch der alte Handelsweg ausgebaut. Allein in Sarajevo entstanden 13 neue Brücken, davon fünf aus Stein. Die Ziegenbrücke ist eine von vier osmanischen Brücken, die bis heute auf dem Stadtgebiet von Sarajevo erhalten geblieben sind.
Man geht davon aus, dass die Ziegenbrücke – ebenso wie die berühmtere Brücke über die Drina im weiter östlich gelegenen Višegrad sowie die Brücke über die Žepa – in der Regierungszeit von Sokollu Mehmed Pascha erbaut wurde, vermutlich in der zweiten Hälfte der 1570er Jahre. Eine Inschrift in der Nähe der Brücke legt das nahe. Die älteste bekannte urkundliche Erwähnung der Ziegenbrücke stammt jedoch erst aus dem Jahr 1771.
In der osmanischen Zeit markierte die Brücke den östlichen Eingang nach Sarajevo. Abreisende bzw. heimkehrende Wesire und Pilger wurden hier verabschiedet bzw. in Empfang genommen.
Heute führt ein Rad- und Wanderweg von der Vijećnica im Stadtzentrum an der Miljacka entlang bis zur Ziegenbrücke. Der Weg wird von den Einwohnern Sarajevos gern für Ausflüge genutzt. Als Straßenverbindung spielt die Ziegenbrücke keine Rolle mehr.

## Maße
Die Brücke hat eine Länge von 42 Metern und eine Breite von 4,75 Metern. Die Spannweite des Bogens beträgt 17,5 Meter.

## Name
Der Name „Ziegenbrücke“ wurde der Legende nach vom ganz in der Nähe stattfindenden großen Viehmarkt, auf dem auch Ziegen verkauft wurden, abgeleitet.